# Estepona
Estepona is een stad en gemeente in de Spaanse provincie Málaga in de regio Andalusië met een oppervlakte van 137 km². In 2007 telde Estepona 60.328 inwoners.

## Geschiedenis
Bij El Torreon was een Fenicische nederzetting die tot 200 n.Chr. heeft bestaan. De Romeinen veroverden de streek rond 200 v.Chr. en stichtten de nederzettingen Salduba en Silniana. Het is niet duidelijk waar deze nederzettingen zich bevonden; mogelijk was Silniana de voorganger van het latere Estepona. In het stadsgebied van Estepona zelf zijn een mausoleum uit de vierde eeuw en een begraafplaats uit de eerste tot derde eeuw aangetroffen.
Naast de Torre Guadalmansa is begin 20e eeuw de Villa Romana de las Torres opgegraven, terwijl in 2011 een Romeins badgebouw werd gevonden uit de eerste eeuw v.Chr.
Met de komst van de Moren kreeg de plaats de naam Astabbuna, dat later tot Estepona werd verbasterd. Het stadje raakte in de loop der tijd in verval en in de 14e eeuw werd het omschreven als een plaats van decadentie waar de monumenten grotendeels waren verdwenen.
In 1457 werd Estepona door koning Hendrik IV veroverd op de Moren. Hij liet op de plek van een moskee een nieuwe kerk bouwen. Rond 1500 werd gestart met de bouw van het kasteel van San Luis.
Tot 1719 viel Estepona nog onder Marbella. Vanaf dat moment werd het zelfstandig.
Begin 20e eeuw woonden er 9000 inwoners in Estepona, voornamelijk boeren en vissers. In 1991 was het aantal inwoners toegenomen tot ruim 36.000 en 20 jaar later woonden er ruim 65.000 mensen.

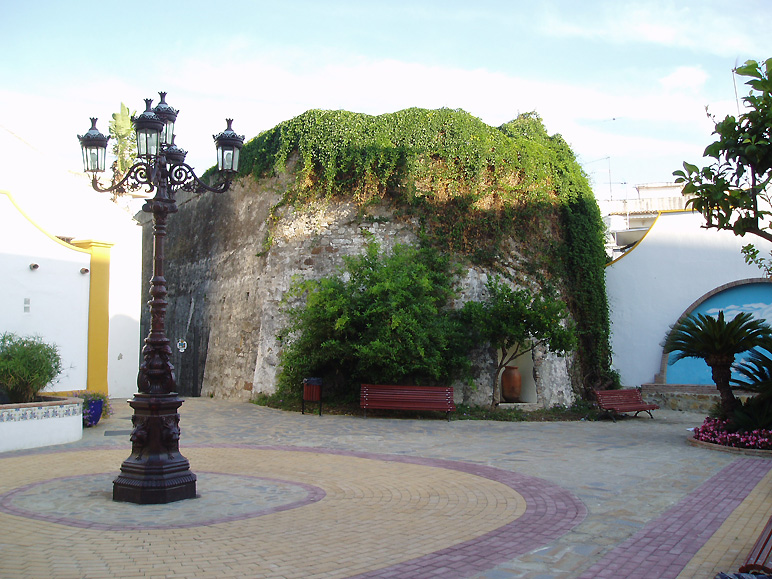
Kasteel in Estepona

## Demografische ontwikkeling
Bron: INE; 1857-2011: volkstellingen

## Overleden in Estepona
- Gary Moore (58), Noord-Iers gitarist tijdens zijn vakantie aldaar.
- Cilla Black (72), Brits zangeres en televisiepresentatrice tijdens haar vakantie aldaar.
- Madeleine Lebeau (92), Frans actrice

## Varia
De Nederlandse voetballer Bryan Roy kocht in 2017 47.000 vierkante meter grond in Estepona om er een hotel met sportfaciliteiten te vestigen.